# 亞庫里姆河
亞庫里姆河是俄羅斯的河流，屬於勒拿河的支流，由伊爾庫茨克州負責管轄，河道全長73公里，河水主要來自融雪和雨水，每年十月至翌年五月結冰。